# La danse du feu
La danse du feu o La colonne de feu (La danza del fuoco) è un cortometraggio diretto da Georges Méliès (Star Film 188) della durata di circa un minuto in bianco e nero, con una versione colorata.
Il film, basato sulla tecnica dell'arresto della ripresa che fa apparire/sparire i personaggi, riprende il tema del diavolo, come nel precedente Le diable au couvent.

## Trama
Un diavolo verde accende un grande fuoco per una padella. Da qui esce una ballerina che inizia a ballare la danza della serpentina alla Loïe Fuller, poi con un telo evoca una fiamma, prima di volare via.